# Aphria xyphias
Aphria xyphias är en tvåvingeart som beskrevs av Pandelle 1896. Aphria xyphias ingår i släktet Aphria och familjen parasitflugor. Inga underarter finns listade i Catalogue of Life.